# 萧天铎
萧天铎（1916年—？），男，江苏宿迁人，中国水利工程专家，曾任水利水电科学研究院教授级高级工程师、博士生导师。